# 雷梅迪奥斯河站
雷梅迪奥斯河站（西班牙語：Río de los Remedios）是墨西哥城地铁B线的一座地上中间车站，位于墨西哥州内萨瓦尔科约特尔城卡洛斯·汉克·冈萨雷斯大道与雷梅迪奥斯河大道交汇处。

## 车站设施
该站共设有6个出口，其中4个出口沿雷梅迪奥斯河大道高架桥两侧的区域以楼梯引至下方的卡洛斯·汉克·冈萨雷斯大道，另2个出口设在高架桥上方，与雷梅迪奥斯河大道直通。

## 车站命名及标识
车站得名于附近的雷梅迪奥斯河，为现今墨西哥谷地内尚存的河流之一，但车站所在河段目前因防洪及改善城市排水的需要，已被完全填平。
该站的标志为一艘带有王冠的帆船。

## 车站历史
该站于2000年11月30日与延长至埃卡特佩克境内的墨西哥城地铁B线北段一同开通。